# Old Red Sandstone

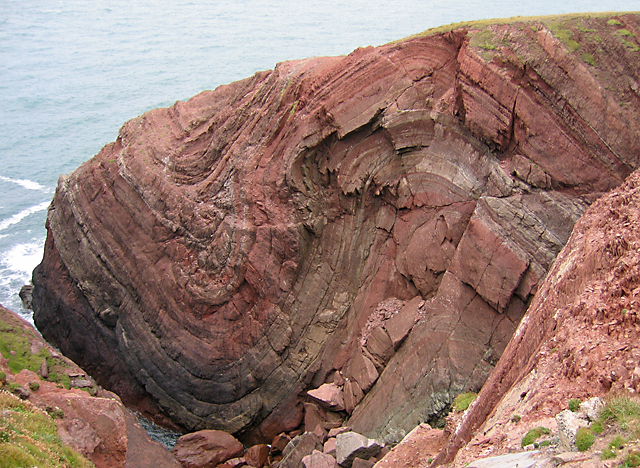
Geplooide lagen in de Old Red Sandstone, St Annes Head, Pembrokeshire, Wales.

De Old Red Sandstone (Engels voor oude rode zandsteen) is zijn kenmerkende gesteentelagen uit het Devoon in Wales, Schotland, gebieden in Engeland die daaraan grenzen, en in Omagh in Noord-Ierland. De naam wordt ook gebruikt voor gesteentelagen in het noordwesten van Europa en oosten van Noord-Amerika die een vergelijkbaar uiterlijk, ouderdom, en ontstaanswijze hebben. De Old Red Sandstone bestaat voornamelijk uit mariene bruine en rode zandsteen uit het Devoon. Het was een van de eerste sedimentaire gesteentes die geologen en paleontologen nauwkeurig bestudeerden, aan het begin van de 19e eeuw.
De Old Red Sandstone is afgezet van 408 tot 370 Ma. Het zand was het product van erosie van Silurische gesteenten, opgeheven door de zich in dat tijdperk voltrekkende Caledonische orogenese. Omdat de Caledoniden een lange gebergteketen vormden, zijn langs de Noord-Amerikaanse oostkust en de Europese westkust veel rode siliclastische gesteentes uit deze tijd te vinden. Het paleocontinent dat tijdens de Caledonische orogenese gevormd werd uit Baltica en Laurentia wordt daarom wel het Old Red Sandstone Continent genoemd.
De Old Red Sandstone kan extreem dik zijn (11 km op sommige plekken) en bestaat grotendeels uit rivierdelta-afzettingen. Er wordt een onderverdeling gemaakt in een onder-, midden- en boven-gedeelte. De Old Red Sandstone bevat veel mariene fossielen, waaronder agnatha- en ostracodermvissen en uitgestorven soorten planten.
De naam Old Red Sandstone werd ingevoerd door William Daniel Conybeare en William Phillips in 1822, ter onderscheid met de New Red Sandstone uit het Perm en Trias. In de eerste helft van de 19e eeuw werd de Old Red Sandstone bestudeerd door geologen en paleontologen als Hugh Miller, Henry de la Beche, Roderick Murchison en Adam Sedgwick. Sedgwick plaatste de rode lagen in het Devoon, waarvan hij de naam zelf invoerde.
De Old Red Sandstone wordt op plaatsen waar hij dagzoomt gebruikt als bouwmateriaal. Voorbeelden zijn te vinden in de omgeving van Stirling, Perth, Caithness en Tayside.